# 罗克 (上加龙省)
罗克（法語：Roques，法語發音：[ʁɔk]）是法国上加龙省的一个市镇，属于米雷区。

## 地理
罗克（43°30'38"N, 1°22'35"E）面积9.3 平方千米，位于法国奧克西塔尼大區上加龙省，该省份为法国西南部内陆省份，西南端与西班牙接壤，自此顺时针与上比利牛斯省、热尔省、塔恩-加龙省、塔恩省、奥德省和阿列日省接壤。
与罗克接壤的市镇（或旧市镇、城区）包括：托洛萨讷新城、弗鲁赞、米雷、潘萨盖勒、加龙河畔波尔泰、罗凯特、索邦斯、塞斯。

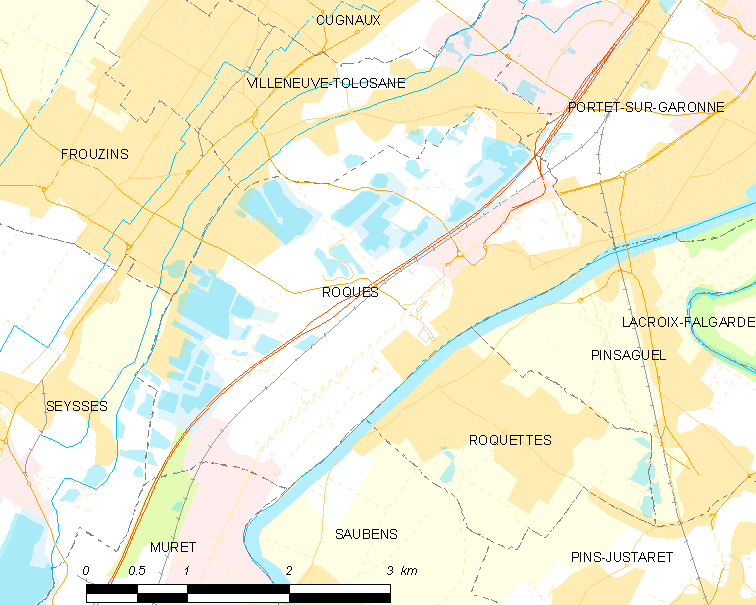
的OSM定位图

罗克的时区为UTC+01:00、UTC+02:00（夏令时）。

## 行政
罗克的邮政编码为31120，INSEE市镇编码为31458。

## 政治
罗克所属的省级选区为加龙河畔波尔泰县。

## 人口

1962-2008年间人口变化图示

罗克于2022年1月1日时的人口数量为5295人。